# Blush (film, 2005)
Pour les articles homonymes, voir Blush.
Pour plus de détails, voir Fiche technique et Distribution.
Blush est un film de Wim Vandekeybus sorti en 2005 et tiré de son spectacle homonyme, Blush, de danse contemporaine.

## Synopsis
Blush présente une exploration en images et en chorégraphie de la problématique, récurrente chez Vandekeybus, de l'inconscient sauvage au sein de forêts et paysages paradisiaques de la Corse et des bas-fonds de Bruxelles. Le thème du mariage et de la séparation, inspiré d'Orphée et Eurydice, dans leur violence est au centre de l'histoire.

## Fiche technique
- Titre original : Blush
- Réalisation : Wim Vandekeybus
- Scénario : Wim Vandekeybus
- Photographie : Lieven Van Baelen
- Musique : David Eugene Edwards et Woven Hand
- Ingénieur du son : Charo Calvo et Benjamin Dandoy
- Langue : anglais, russe, espagnol et français
- Dates de sortie : 7 décembre 2005 en France

## Distribution
Le film a été tourné avec les danseurs de la compagnie Ultima Vez :
- Laura Aris Alvarez
- Elena Fokina
- Jozef Frucek
- Ina Geerts
- Robert M. Hayden
- German Jauregui Allue
- Linda Kapetanea
- Thi-Mai Nguyen
- Thomas Steyaert
- Wim Vandekeybus

Ainsi que les musiciens :
- David Eugene Edwards
- Ordy Garrison
- Daniel MacMahon

## Distinctions
- Prix du meilleur film 2005 du Festival international du film d'Aubagne
- Prix Qualité 2006 du Centre national de la cinématographie (France)
- Sélection ACID du Festival de Cannes 2005
- Sélection pour le Festival international du film de Flandre-Gand 2005
- Sélection pour Dance on Camera Festival en 2006 à New York